# Суходембе (Лодзинське воєводство)
Суходембе (пол. Suchodębie) — село в Польщі, у гміні Ланента Кутновського повіту Лодзинського воєводства.
Населення — 434 особи (2011).
У 1975-1998 роках село належало до Плоцького воєводства.

## Демографія
Демографічна структура станом на 31 березня 2011 року:
|          | Загалом | Допрацездатний вік | Працездатний вік | Постпрацездатний вік |
| -------- | ------- | ------------------ | ---------------- | -------------------- |
| Чоловіки | 234     | 60                 | 153              | 21                   |
| Жінки    | 200     | 28                 | 123              | 49                   |
| Разом    | 434     | 88                 | 276              | 70                   |